# Pisa (geslacht)
Pisa is een geslacht van spinkrabben.

## Soortenlijst
- Pisa armata (Latreille, 1803) (Gebochelde spinkrab)
- Pisa calva Forest & Guinot, 1966
- Pisa carinimana Miers, 1879
- Pisa hirticornis (Herbst, 1804)
- Pisa lanata (Lamarck, 1801)
- Pisa muscosa (Linnaeus, 1758)
- Pisa nodipes (Leach, 1815)
- Pisa sanctaehelenae Chace, 1966
- Pisa tetraodon (Pennant, 1777)